# Johann Simon Erhardt
Johann Simon Erhardt, meist Simon Erhardt, (auch Erhard; * 30. März 1776 in Ulm; † 24. Juni 1829 in Heidelberg) war ein deutscher Philosoph.

## Leben
Simon Erhardt war ein Sohn des Schuhmachers Johann Ulrich Erhardt (1745–1821). Er nahm im Sommersemester 1803 an der Universität Tübingen ein Studium der Theologie auf. Im Oktober 1803 wechselte er an die Universität Altdorf und schließlich im April 1804 an die Universität Würzburg. Sein Studium schloss er zunächst als Magister ab. Noch 1804 war er als Privatlehrer in Haunsheim, dann in München tätig. Erhardt wurde 1809 Lehrer an der Studienanstalt in Schweinfurt, wechselte 1810 an das Ansbacher Gymnasium und dann 1811 als Professor der Philosophie an das Realinstitut Nürnberg. Er wurde am 22. März 1817 an der Universität Erlangen zum Privatdozent der Philosophie ernannt.
Erhardt folgte zum 26. August 1817 einem Ruf als ordentlicher Professor der Philologie und Ästhetik an die Universität Freiburg im Breisgau. Dort war er, mittlerweile zum Doktor promoviert, 1821/1822 Prorektor der Universität. 1821 erfolgte die Ernennung zum Hofrat. In Freiburg war er außerdem als Herausgeber der Zeitschrift Eleutheria oder Freiburger litterarische Blätter aktiv. Zum 3. Oktober 1822 wechselte er schließlich als ordentlicher Professor an die Universität Heidelberg. 1826 war er Dekan der Philosophischen Fakultät, 1827/1828 Prorektor der Universität.

## Veröffentlichungen (Auswahl)
- Vorlesungen über die Theologie und das Studium derselben, Palm, Erlangen 1810.
- Das Leben und seine Beschreibung, Nürnberg 1816.
- Volkmar’s Bekenntnisse und Lebensgeschichte, Schrag, Nürnberg, 1817
- Ueber Begriff und Zweck der Philosophie, Freiburg im Breisgau 1817.
- Philosophische Encyklopädie oder System der gesammten wissenschaftlichen Erkenntniss, Freiburg im Breisgau 1818.
- Einleitung in das Studium der gesammten Philosophie, Groos, Heidelberg 1824.